# I Cantori delle Cime
I Cantori delle Cime sono un coro maschile di ispirazione popolare, fondato nel 1969, con sede a Lugano in Canton Ticino (Svizzera).
Negli oltre quarant'anni di attività, il coro ha partecipato a numerose trasmissioni televisive e radiofoniche, concerti e tournée in Svizzera, in Italia, Russia e Argentina, e a festival canori. Il coro ha registrato un paio di 45 giri, cinque LP e otto CD, alcuni dei quali con cori ospiti, e ha collaborato alla registrazione di album prodotti da altri cori e orchestre. Il CD del 2009 è stato prodotto da remifa, con la collaborazione dell'orchestra QuattrocentoQuaranta. Dal 1993, ogni anno il coro organizza nel parco di Villa Costanza a Viganello una rassegna di canto corale con cori ospiti, denominata ViCanta (Viganello canta).
Tra il 1969 e il 2009 i Cantori si sono esibiti in 318 concerti (246 in Ticino, 17 in altri Cantoni, 49 in Italia, 1 in Russia, 1 in Germania, 4 in Argentina), hanno condiviso il palco con 162 cori (40 ticinesi, 16 di altri Cantoni, 95 italiani) e hanno partecipato all'inaugurazione di cinque capanne.

## Storia
Alcuni momenti particolari:
- ottobre 1969: fondazione del Coro sotto la direzione di Alfio Inselmini. Presidente Edi Bistoletti.
- ottobre 1970: primo concerto, alla Mostra Arte Casa di Lugano.
- settembre 1971: registrazione del primo 45 giri, per il Club Alpino Svizzero, Sezione Ticino, con 4 brani: La montanara, La Girumeta, Tanti ghe n'è, Rifugio bianco.
- gennaio 1976: inaugurazione del nuovo Palacongressi di Lugano - Concerto corale con ospiti il Coro Alpino Lecchese.
- dicembre 1976: esce il primo LP, con 12 brani tra i quali: Monte Pasubio, Notte in montagna, E tutti va' in Francia, L'ultima notte, Signore delle cime.
- giugno 1978: adesione alla Federazione Ticinese delle società di canto.
- marzo 1981: due coristi vengono nominati Presidente e Segretario della Federazione Ticinese delle società di canto.
- luglio 1987: partecipazione all'inaugurazione della nuova Capanna Cristallina.
- aprile 1989: trasferta e Concerto a Monaco di Baviera (Germania).
- settembre 1990: prime prove con il nuovo Maestro Gabriele Brazzola.
- marzo 1993: nuovo Presidente Franco Andreoli.
- settembre 1993: organizzazione della prima rassegna di canto corale ViCanta, a Viganello.
- ottobre 1998: primo grottino in Piazza San Carlo per la Festa della vendemmia di Lugano.
- agosto 2002: prime prove presso la nuova sede Masseria de I Cantori delle Cime.
- maggio 2005: trasferta e Concerto a San Pietroburgo (Russia).
- luglio 2006: partecipazione all'inaugurazione della nuova Capanna Motterascio (Michela).
- aprile 2007: trasferta e Concerti a Buenos Aires (Argentina).
- ottobre 2008: prime prove con il nuovo Maestro Manuel Rigamonti.
- giugno 2009: trasferta e Concerto a Cala Gonone (Golfo di Orosei, Sardegna).
- novembre 2009: Nostro Concerto Corale al Palazzo dei Congressi di Lugano per il 40.esimo del Coro.
- febbraio 2010: nuovo Presidente Ennio Balmelli.
- luglio 2010: partecipazione alla seconda edizione del festival canoro Cortina InCanta a Cortina d'Ampezzo.
- maggio 2011: concerto nel Palazzo Vecchio, "Salone dei Cinquecento", Firenze.
- giugno 2012: trasferta e Concerto in Bulgaria.
- agosto 2012: partecipazione ai festeggiamenti dei 100 anni della Capanna Campo Tencia.
- novembre 2013: partecipazione al 9. Concorso svizzero per cori, I Cantori ottengono il secondo rango.
- novembre 2013: concerto-spettacolo in occasione della 40ª presenza al Palacongressi di Lugano.
- giugno-luglio 2014: trasferta in Portogallo, concerti a Lisbona e Porto.
- agosto 2015: partecipazione alla Messa dell'Assunta, in Eurovisione, a Rossura (Ticino)
- novembre 2015: Nostro Concerto Corale per la prima volta nella sala del nuovo LAC Lugano Arte e Cultura
- dicembre 2016: concerto nella Cripta della basilica Sagrada Familia (Barcellona) e Abbazia di Montserrat

## Discografia
- 1971: Cas-Ticino (45g), prodotto dal Club Alpino Svizzero
- 1976: I Cantori delle Cime (LP)
- 1979: Campane a sera (LP)
- 1980: coro ospite in Civica Filarmonica di Lugano, 1830-1980 (LP), prodotto dalla PDU di Mina Mazzini
- 1983: Temp che passa (LP)
- 1984: senza titolo (45g)
- 1986: Cent'anni in montagna (LP), prodotto dal Club Alpino Svizzero
- 1989: 1969-1989 (LP)
- 1993: Nostro Concerto Corale dal vivo con I Crodaioli (CD)
- 1994: I Cantori delle Cime (CD)
- 1996: Otobar '96 (CD)
- 1999: Siamo così (CD)
- 2000: La festa granda da tücc (CD)
- 2003: Il Nostro Concerto Corale, anno XXX (CD)
- 2005: Tèra nossa (CD)
- 2009: Cime: 2 volte ventenni (CD)
- 2014: Libera la tua voce (CD)

### Rassegna stampa
- Corali svizzere a Bellinzona Archiviato il 10 febbraio 2015 in Internet Archive., dal Corriere del Ticino del 31 ottobre 1973 (terzo rango al primo Concorso svizzero di canto corale)
- http://www.icantoridellecime.ch/wiki/CdT_30gennaio1978.jpg[collegamento interrotto], dal Corriere del Ticino del 30 gennaio 1978 (I Crodaioli di Bepi de Marzi ospiti de I Cantori delle Cime a Lugano)
- http://www.icantoridellecime.ch/wiki/CdT_31maggio1983.jpg[collegamento interrotto], dal Corriere del Ticino del 31 maggio 1983 (i Cantori delle Cime vincono il concorso internazionale di musica Città di Stresa)
- http://www.icantoridellecime.ch/wiki/CdT_31luglio1987.jpg[collegamento interrotto], dal Corriere del Ticino del 31 luglio 1987 (i Cantori delle Cime in TV, per la Festa Nazionale del 1. agosto)
- http://www.icantoridellecime.ch/wiki/CdT_30novembre1992.jpg[collegamento interrotto], dal Corriere del Ticino del 30 novembre 1992 (I Crodaioli ospiti a Lugano)
- http://www.icantoridellecime.ch/wiki/CdT_31maggio1994.jpg[collegamento interrotto], dal Corriere del Ticino del 31 maggio 1994 (concerto a Monfalcone, provincia di Trieste)
- http://www.icantoridellecime.ch/wiki/CdT_22novembre1999.jpg[collegamento interrotto], dal Corriere del Ticino del 22 novembre 1999 (concerto per festeggiare il trentesimo anno di attività)
- http://www.icantoridellecime.ch/wiki/CdT_06aprile2007.jpg[collegamento interrotto], dal Corriere del Ticino del 6 aprile 2007